# Myodocarpus simplicifolius
Myodocarpus simplicifolius är en araliaväxtart som beskrevs av Adolphe Brongniart och Jean Antoine Arthur Gris. Myodocarpus simplicifolius ingår i släktet Myodocarpus och familjen Araliaceae. Inga underarter finns listade.